# Франкфорт-Сквер (Іллінойс)
Франкфорт-Сквер (англ. Frankfort Square) — переписна місцевість (CDP) в США, в окрузі Вілл штату Іллінойс. Населення — 8968 осіб (2020).

## Географія
Франкфорт-Сквер розташований за координатами 41°31′20″ пн. ш. 87°48′13″ зх. д. / 41.52222° пн. ш. 87.80361° зх. д. (41.522088, -87.803623).  За даними Бюро перепису населення США в 2010 році переписна місцевість мала площу 6,55 км², уся площа — суходіл.

## Демографія
Згідно з переписом 2010 року, у переписній місцевості мешкало 9276 осіб у 2991 домогосподарстві у складі 2480 родин. Густота населення становила 1416 осіб/км².  Було 3063 помешкання (467/км²).
Расовий склад населення:
| - 93,8 % — білих - 1,6 % — азіатів - 1,2 % — чорних або афроамериканців - 0,2 % — корінних американців - 1,8 % — осіб інших рас |

До двох чи більше рас належало 1,4 %. Частка іспаномовних становила 6,9 % від усіх жителів.
За віковим діапазоном населення розподілялося таким чином: 29,7 % — особи молодші 18 років, 65,3 % — особи у віці 18—64 років, 5,0 % — особи у віці 65 років та старші. Медіана віку мешканця становила 34,3 року. На 100 осіб жіночої статі у переписній місцевості припадало 98,3 чоловіків;  на 100 жінок у віці від 18 років та старших — 96,7 чоловіків також старших 18 років.
Середній дохід на одне домашнє господарство  становив 97 729 доларів США (медіана — 89 763), а середній дохід на одну сім'ю — 104 853 долари (медіана — 93 284). Медіана доходів становила 65 970 доларів для чоловіків та 45 508 доларів для жінок. За межею бідності перебувало 1,3 % осіб, у тому числі 1,3 % дітей у віці до 18 років та 4,3 % осіб у віці 65 років та старших.
Цивільне працевлаштоване населення становило 5090 осіб. Основні галузі зайнятості: освіта, охорона здоров'я та соціальна допомога — 22,3 %, роздрібна торгівля — 14,4 %, виробництво — 12,7 %.